# 樋口定次
樋口 定次（ひぐち さだつぐ、天文23年（1554年） - 慶長5年（1600年）?）は、戦国時代から安土桃山時代にかけての兵法家。上野多胡郡馬庭村出身。樋口家第17代当主。
樋口家は木曾義仲四天王の樋口兼光と祖とするとあり、、11代当主・兼重が念流開祖・相馬義元の高弟となり、念流の兵法を修めて以来代々念流を家伝としていた。13代当主・高重の代に上州吾妻郡小宿村に移り、更に多胡郡馬庭村に移転し上杉氏に仕え、神道流を家伝とするようになったと伝えられていたという。
定次は家伝の新刀流を修めた後、たまたま村に訪れていた目医者で赤松三首座の系統の念流（念首座流とも呼ばれる）の第7代継承者・友松偽庵（氏宗、友松の系統は未来記念流とも呼ばれる）に剣術仲間の小串清兵衛が試合に負けたことから定次も共に弟子入りし、17年を経た後の天正19年（1591年）2月に印可を授かり、慶長3年（1598年）に伝書を受けて念流8世として、こののち馬庭村で道場を開き、馬庭念流の開祖となる。
慶長5年（1６００年）に村上天流を名乗る村上権右衛門と木剣試合をし、脳天を割って勝った。後、念流9世として弟の頼次に譲り、彦根にいる師友松偽庵のもとへ旅立った。彦根で右京という者と闘い敗死したと樋口家の縁の松本家に伝わっている。